# Teatro cinese (Carskoe Selo)

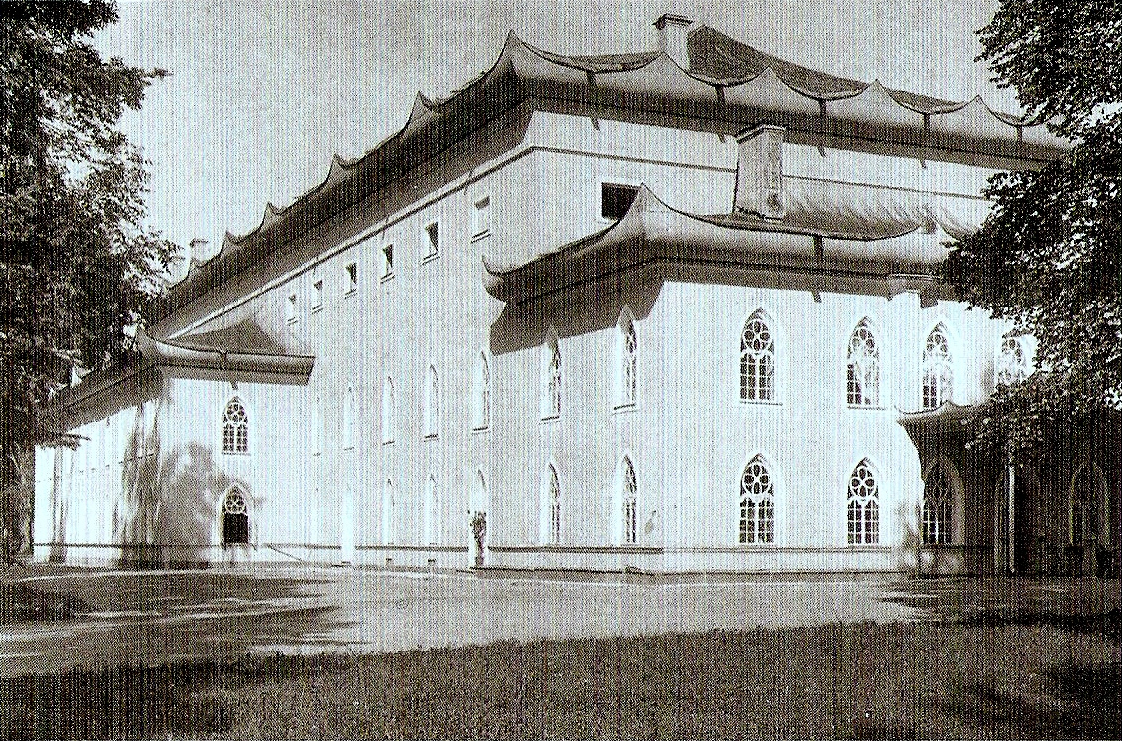
Il teatro cinese di Carskoe Selo in una fotografia del 1897.

Il teatro dell'Opera cinese, o più semplicemente teatro cinese (in russo Китайский театр?, Kitajskij teatr), era un teatro antico, del quale oggi rimangono solo le rovine, che si trovava nelle vicinanze del villaggio cinese del parco di Alessandro a Carskoe Selo, nella città di Puškin, in Russia.

## Descrizione

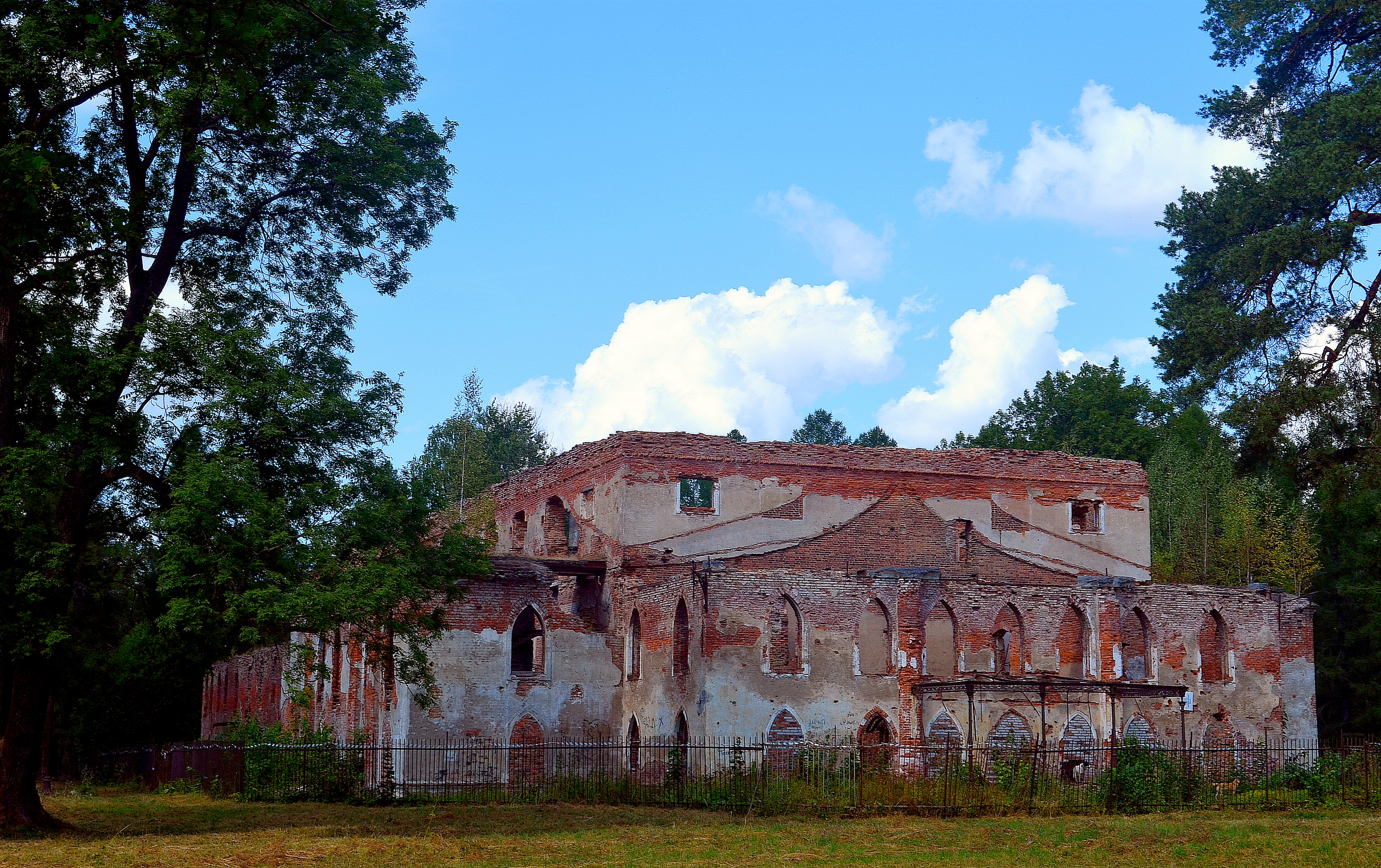
Le rovine del teatro cinese come si presentavano nel 2014.

Il teatro si trovava a sinistra dell’entrata del parco. La costruzione ebbe inizio nel 1778 su progetto dell’architetto Antonio Rinaldi secondo il gusto dell’epoca per le cineserie. L’esterno del palazzo era comunque in stile europeo, senza delle decorazioni esterne. Le pareti bianche un tempo erano abbellite da delle paraste con delle ampie cornici e stipiti stretti alle finestre e alle porte. Solamente il tetto del teatro con i suoi angoli rialzati “alla cinese” richiamava l’estremo Oriente. L’interno, invece, era sontuosamente decorato secondo la maniera cinese con delle tende e dei drappi di seta broccata raffiguranti varie scene di vita nel Celeste impero.
Il teatro venne inaugurato il 13 giugno 1779 in occasione della prima assoluta dell’opera Demetrio di Giovanni Paisiello, alla quale fu presente la regina Caterina la Grande. In seguito nello stesso teatro andò in scena l’opera L’idolo cinese. Dopo un periodo di latenza, il teatro (restaurato nel 1893) tornò di moda durante il regno di Nicola II: nel 1893 avvenne la prima rappresentazione assoluta de I frutti dell'istruzione, un’opera teatrale scritta dal conte Leone Nikolàevič Tolstoi, ed in seguito venne messa in scena la tragedia Edipo re di Sofocle.
Fu in questo teatro che lo zar Nicola II invitò il presidente francese Émile Loubet a diversi spettacoli durante la sua visita ufficiale nel 1902. Il teatro venne nuovamente restaurato tra il 1908 ed il 1909, con l’aggiunta di un palcoscenico sontuoso, ma non venne più utilizzato con lo scoppio della prima guerra mondiale. Le rappresentazioni teatrali ripresero soltanto nel 1930. Il teatro venne distrutto da un incendio avvenuto il 15 settembre 1941, quando la città venne bombardata dai tedeschi alla vigilia dell’assedio della vicina Leningrado. Oggi del teatro rimangono solo le rovine, soprattutto quelle delle mura esterne.